# Callinectes arcuatus
Callinectes arcuatus is een krabbensoort uit de familie van de Portunidae. De wetenschappelijke naam van de soort is voor het eerst geldig gepubliceerd in 1863 door  Albert Ordway.
De soort werd ontdekt bij Cabo San Lucas (Mexico).